# 楊孟孫
楊 孟孫（よう もうそん、生年不詳 - 511年）は、中国の南北朝時代の仇池氐の首長。陰平王。

## 経歴
楊崇祖の子として生まれた。父が死去すると、陰平王として立った。502年、南朝梁の武帝により仮節・都督沙州諸軍事・平羌校尉・沙州刺史とされ、陰平王に封じられた。
孟孫は数万戸を擁して自立して王となり、南朝梁と通じてその軍を引き入れ、たびたび北魏に進攻した。北魏の裴宣が使者を派遣して招喩すると、孟孫はその子を派遣して洛陽の宮殿に参朝させた。
511年、孟孫は死去した。南朝梁の武帝により安沙将軍・北雍州刺史の位を追贈された。
子の楊定が陰平王の爵位を嗣いだ。